# Diocèse d'Araçuaí
Le diocèse d'Araçuaí (en latin, Dioecesis Arassuahyensis) est une circonscription ecclésiastique de l'Église catholique au Brésil.
Son siège se situe dans la ville d'Araçuaí, dans l'État du Minas Gerais. Créé en 1913, il est suffragant de l'archidiocèse de Diamantina et s'étend sur 23 526 km2.
Depuis avril 2024, l'évêque est Mgr Geraldo dos Reis Maia.
|  |  |